# 圆瓣黄花报春
圆瓣黄花报春（学名：Primula orbicularis）为报春花科报春花属下的一个种。

## 扩展阅读
- 維基物種上的相關：圆瓣黄花报春